# Белёв (станция)
Белёв — грузовая железнодорожная станция Московской железной дороги в городе Белёв Белёвского района Тульской области.
Однопутная не электрифицированная линия на Козельск и Горбачёво.
Грузовое движение исчезающее. До ст. Веженка составы пускались по мере необходимости. До ст. Горбачёво ходил путеремонтный поезд с остановками в Манаенках и Арсеньево.
До 1 января 2016 года существовало пассажирское сообщение до Козельска (40 км) и Сухиничей (70 км).
Паровозное депо разрушено до основания. Вокзал — одноэтажное здание жёлтой окраски, что весьма типично для этой линии.

## История
В годы Великой Отечественной войны, с 21 апреля 1943 года, на железнодорожном участке Белёв — Слаговищи защищал Родину от врагов 31-й отдельный дивизион бронепоездов 61-й армии РККА.
В советские времена через станцию проходило несколько поездов с сидячими и плацкартными вагонами, которые хотя и были под разными номерами, но образовывали в обе стороны кольцевой единый маршрут Тула — Горбачёво — Белёв — Козельск — Сухиничи — Козельск — Черепеть — Тула.
До ст. Горбачёво пассажирского движения нет с 2001 года.
C марта 2010 года открылось пассажирское движение до Сухиничей и одновременно закрылось в связи с убыточностью движение до ст. Узловая I и далее до ст. Урванка. То есть было закрыто пассажирское движение из областного центра.
Существовало пригородное пассажирское движение до станций Козельск и Сухиничи, ежедневно (автомотриса АЧ2).
С 1 по 5 февраля 2015 года пригородное движение по станции (2 пары до Сухиничей) было полностью отменено (сокращено до Козельска) в рамках отмены пригородных поездов в Тульской области из-за конфликта перевозчиков ППК с регионами. С 6 февраля 2015 года движение двух пар пригородных поездов восстановлено в прежнем объёме.
С 1 января 2016 года прекращено движение пригородных поездов на участке Козельск — Белёв.

## Ремонт пути
В ноябре 2011 года начался капитальный ремонт железнодорожного пути на участке Белёв-Слаговищи. Взамен устаревших, практически пришедших в негодность деревянных шпал, уложены бетонные. В период ремонта движение поездов по линии было закрыто. Перевозку пассажиров между Белёвом и соседними городами в Тульской и Калужской областях осуществлялось автобусами.
Капремонт завершен 1 мая 2012 г. Железная дорога успешно сдана в эксплуатацию.

## Музей железнодорожной истории Белёва
В 2016 году на железнодорожной станции был открыт мемориальный комплекс, который включает сохранившиеся со времен Великой Отечественной войны и восстановленные силами железнодорожников тепловоз ЭМ 725-18, цистерну и теплушку. Сам музей открыт 05 мая 2017 года. Включает мемориальный комплекс «Воинский эшелон» с паровозом-памятником, вагонами с полностью воссозданным интерьером, музейные экспозиции по истории Белёва, посвященные известным людям, прославившим край, а также строительству станции Белёв. Основные объекты музейного фонда:  документы и фотографии, отображающие историю создания и развития железных дорог в России и г. Белёве. Экспозиции «Блиндаж», «Кабинет начальника ж/д станции», «Санитарный вагон», «Железнодорожный состав военного времени».
Статистика посещений — 2186 человек в 2018 году.
Напротив здания музея находится памятник погибшим железнодорожникам в годы Великой Отечественной войны. Памятник открыт 18 июня 1967 года в память о погибших железнодорожниках в годы Великой Отечественной войны (1941–1945). Представляет собой стелу с именами погибших. Ниже – надпись: «Вечная слава героям, павшим за Родину».
В сквере напротив станции установлен 01 июня 2017 года  бюст Л.Н. Толстого. Табличка на памятнике гласит, что Л.Н. Толстой был в Белёве проездом 28 октября 1910 года (скульптор В.В. Шульц).

## Фотографии

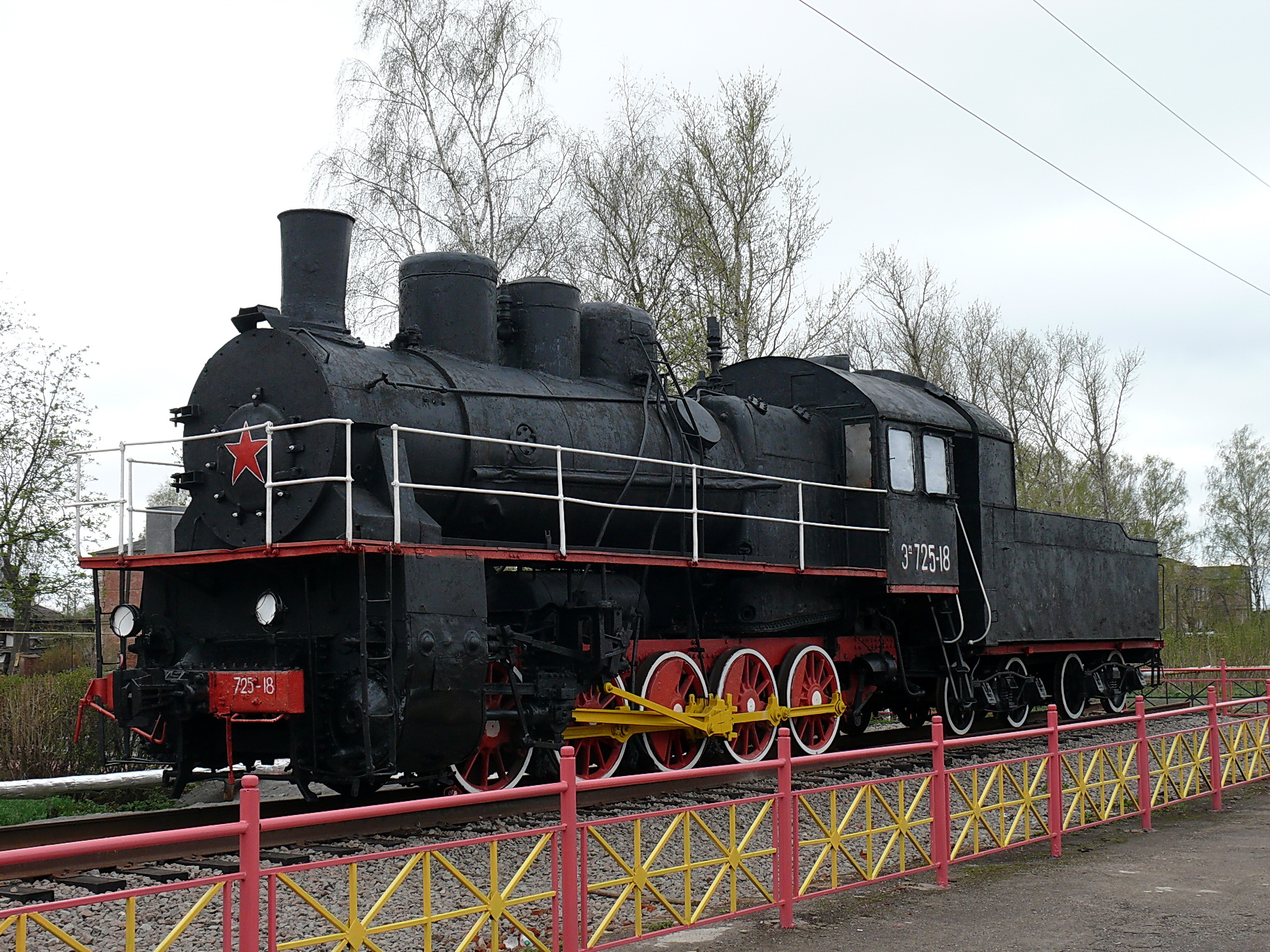
Паровоз-памятник Эм725-18
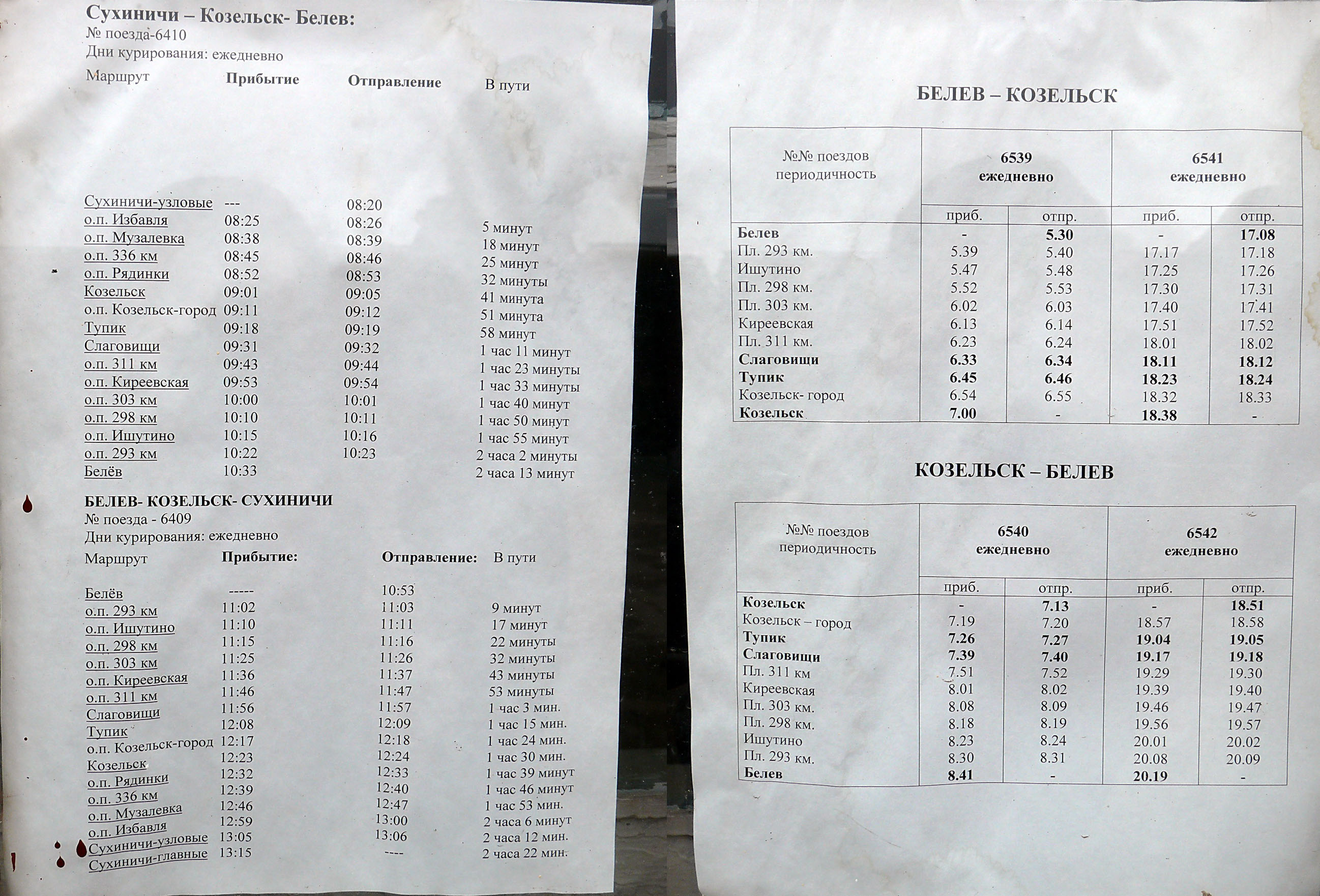
Расписание по станции Белёв за 2011 год

- Вокзал станции в июле 2014 года.
- Поезд Козельск—Белёв. Архивировано 27 апреля 2013 года.
- Автомотриса АЧ2-074 сообщением Сухиничи-Белёв. Архивировано 31 января 2013 года.